# Panská hoľa
Panská hoľa (1429 m) – szczyt we wschodniej części Niżnych Tatr na Słowacji. Wznosi się w orograficznie lewych zboczach  Doliny Zdziarskiej (Ždiarska dolina) i prawych zboczach doliny Dikula. W zbocza zachodnie wcina się dolinka Záruby będąca odnogą doliny Dikula. W kierunku północnym Panská hoľa tworzy grzbiet łączący ją ze szczytem Smrečiny. 
Panská hoľa to niewybitny szczyt. Na grzbiecie łączącym go ze Smrečinami, oraz na górnej części stoków zachodnich znajduje się duża hala o takiej samej nazwie, jak szczyt. Pierwotnie nazwa odnosiła się właśnie do tej hali, dopiero później kartografowie przenieśli nazwę na znajdujący się na niej szczyt. Taką praktykę nazywania szczytów od hali często spotyka się w całych Karpatach. 
Na szczyt i halę można wyjść z miejscowości Liptovská Teplička dwoma różnymi szlakami turystycznymi. Na hali znajduje się szałas.

## Szlaki turystyczne
Liptovská Teplička, vypad, rázcestie – Ždiarska dolina – Budnárka, dalej  : Budnárka – Panská hoľa. Suma podejść 600 m, czas przejścia 2.45 h
   Liptovská Teplička, sedlo pod Doštiankou, dalej  : sedlo pod Doštiankou –  Smrečiny – Panská hoľa. Suma podejść 550 m, czas przejścia 2.15 h